# Championnat du Vietnam de football 2023
Navigation
Saison précédente Saison suivante
La saison 2023 du Championnat du Viêt Nam de football est la quarantième édition du championnat de première division au Viêt Nam. 

## Déroulement de la saison
Le championnat revient à la formule utilisée en 2020, avec une première phase où les équipes se rencontrent une fois, ensuite le championnat est scindé en deux, les huit premiers jouent ensuite dans une poule pour le titre, les six autres jouent dans la poule de relégation. 
Cette saison, aucun club n'est qualifié à une compétition continentale, les places pour 2023-2024 sont déjà attribuées via le championnat 2022. C'est également la dernière saison se déroulant du printemps à l'automne.

## Les clubs participants
- Bình Định FC
- Thanh Hóa FC
- Đà Nẵng Club
- Sông Lam Nghệ An
- Hô-Chi-Minh-Ville FC
- Hong Linh Ha Tinh FC
- Cong Viettel FC
- Becamex Bình Dương FC
- Hanoi Football Club
- Nam Dinh Football Club est renommé Thep Xanh Nam Dinh FC
- Hoàng Anh Gia Lai
- Xi Mang Hải Phòng FC
- Hanoï Police FC - promu de D2
- Khanh Hoa FC - promu de D2

## Compétition
Le barème utilisé pour établir le classement est le suivant :
- Victoire : 3 points
- Match nul : 1 point
- Défaite : 0 point

### Classement

#### Première phase
| Rang | Équipe                | Pts | J  | G | N | P | Bp | Bc | Diff |
| ---- | --------------------- | --- | -- | - | - | - | -- | -- | ---- |
| 1    | Hanoï Police FC P     | 24  | 13 | 7 | 4 | 3 | 29 | 15 | +14  |
| 2    | Thanh Hóa FC          | 23  | 13 | 6 | 5 | 2 | 20 | 15 | +5   |
| 3    | Hanoi Football Club T | 22  | 13 | 6 | 4 | 3 | 18 | 12 | +6   |
| 4    | Cong Viettel FC       | 21  | 13 | 5 | 6 | 2 | 14 | 11 | +3   |
| 5    | Xi Mang Hải Phòng     | 19  | 13 | 4 | 7 | 2 | 12 | 13 | -1   |
| 6    | Bình Định FC          | 19  | 13 | 5 | 4 | 4 | 17 | 17 | 0    |
| 7    | Thep Xanh Nam Dinh FC | 19  | 13 | 4 | 7 | 2 | 12 | 13 | -1   |
| 8    | Hong Linh Ha Tinh FC  | 18  | 13 | 4 | 6 | 3 | 20 | 20 | 0    |
| 9    | Sông Lam Nghệ An      | 16  | 13 | 3 | 7 | 3 | 14 | 15 | -1   |
| 10   | Hoàng Anh Gia Lai     | 14  | 13 | 2 | 8 | 3 | 15 | 16 | -1   |
| 11   | Khanh Hoa FC P        | 13  | 13 | 2 | 7 | 4 | 11 | 14 | -3   |
| 12   | Đà Nẵng Club          | 10  | 13 | 1 | 7 | 5 | 8  | 15 | -7   |
| 13   | Hô-Chi-Minh-Ville FC  | 8   | 13 | 2 | 2 | 9 | 19 | 27 | -8   |
| 14   | Becamex Bình Dương FC | 7   | 13 | 0 | 7 | 6 | 13 | 21 | -8   |

|  | Qualification pour la poule championnat                                           |
|  | T : Tenant du titre C : Vainqueur de la Coupe du Viêt Nam P : Promu de V-League 2 |

#### Poule championnat
| Rang | Équipe                | Pts | J  | G  | N  | P | Bp | Bc | Diff |
| ---- | --------------------- | --- | -- | -- | -- | - | -- | -- | ---- |
| 1    | Hanoï Police FC P     | 38  | 20 | 11 | 5  | 4 | 39 | 21 | +18  |
| 2    | Hanoi Football Club T | 38  | 20 | 11 | 5  | 4 | 35 | 22 | +13  |
| 3    | Cong Viettel FC       | 32  | 20 | 8  | 8  | 4 | 24 | 17 | +7   |
| 4    | Thanh Hóa FC          | 31  | 20 | 8  | 7  | 5 | 27 | 22 | +5   |
| 5    | Thep Xanh Nam Dinh FC | 29  | 20 | 7  | 8  | 5 | 19 | 19 | 0    |
| 6    | Xi Mang Hải Phòng     | 26  | 20 | 6  | 8  | 6 | 20 | 23 | -3   |
| 7    | Bình Định FC          | 24  | 20 | 6  | 6  | 8 | 23 | 28 | -5   |
| 8    | Hong Linh Ha Tinh FC  | 23  | 20 | 4  | 11 | 5 | 24 | 30 | -6   |

|  | T : Tenant du titre C : Vainqueur de la Coupe du Viêt Nam P : Promu de V-League 2 |

#### Poule relégation
| Rang | Équipe                | Pts | J  | G | N | P  | Bp | Bc | Diff |
| ---- | --------------------- | --- | -- | - | - | -- | -- | -- | ---- |
| 1    | Sông Lam Nghệ An      | 25  | 18 | 6 | 7 | 5  | 19 | 20 | -1   |
| 2    | Hoàng Anh Gia Lai     | 23  | 18 | 5 | 8 | 5  | 19 | 19 | 0    |
| 3    | Khanh Hoa FC P        | 19  | 18 | 4 | 7 | 7  | 19 | 22 | -3   |
| 4    | Becamex Bình Dương FC | 15  | 18 | 2 | 9 | 7  | 19 | 23 | -4   |
| 5    | Hô-Chi-Minh-Ville FC  | 15  | 18 | 4 | 3 | 11 | 21 | 32 | -11  |
| 6    | Đà Nẵng Club          | 14  | 18 | 2 | 8 | 8  | 11 | 19 | -8   |

|  | Relégation                                                    |
|  | C : Vainqueur de la Coupe du Viêt Nam P : Promu de V-League 2 |

## Bilan de la saison
| Championnat du Viêt Nam de football 2023 |                                                        |
| Champion                                 | Hanoï Police FC (2e titre)                             |
| Qualifications continentales             |                                                        |
| Ligue des champions de l'AFC 2023-2024   | Hanoi Football Club (champion 2022)                    |
| Ligue des champions de l'AFC 2023-2024   | Xi Mang Hải Phòng (vice-champion 2022)                 |
| Coupe de l'AFC 2023-2024                 | Xi Mang Hải Phòng repéché après défaite en qualif. LDC |
| Promotions et relégations                |                                                        |
| Promus en V-League                       |                                                        |
| Relégués en V-League 2                   | Đà Nẵng Club                                           |